# Нова латинізація корейської мови
Нова латинізація корейської мови — набір правил транскрибування слів корейської мови латиницею. Складений за принципом транслітерації. Надає перевагу фонології та точному написанню букв, а не фонетиці та звучанню. Розроблений Національним інститутом корейської мови Республіки Корея протягом 1995 — 2000 років. Проголошений 7 липня 2000 року головою Міністерства культури та туризму. Використовується на офіційному рівні в Республіці Корея замість системи Макк'юна-Райшауера. Серед причин впровадження були: зручність набирання на комп'ютері, легкість сприйняття носіями корейської мови, спрощеність написання, раціоналізація корейської мови в системі кодів ASCII.

## Таблиці

### Голосні
| Прості Голосні | Прості Голосні | Прості Голосні | Прості Голосні | Прості Голосні | Прості Голосні | Прості Голосні | Прості Голосні | Прості Голосні | Прості Голосні |
| -------------- | -------------- | -------------- | -------------- | -------------- | -------------- | -------------- | -------------- | -------------- | -------------- |
| ㅏ             | ㅓ             | ㅗ             | ㅜ             | ㅡ             | ㅣ             | ㅐ             | ㅔ             | ㅚ             | ㅟ             |
| a              | eo             | o              | u              | eu             | i              | ae             | e              | oe             | wi             |

| Складені голосні (дифтонги) | Складені голосні (дифтонги) | Складені голосні (дифтонги) | Складені голосні (дифтонги) | Складені голосні (дифтонги) | Складені голосні (дифтонги) | Складені голосні (дифтонги) | Складені голосні (дифтонги) | Складені голосні (дифтонги) | Складені голосні (дифтонги) | Складені голосні (дифтонги) |
| --------------------------- | --------------------------- | --------------------------- | --------------------------- | --------------------------- | --------------------------- | --------------------------- | --------------------------- | --------------------------- | --------------------------- | --------------------------- |
| ㅑ                          | ㅕ                          | ㅛ                          | ㅠ                          | ㅒ                          | ㅖ                          | ㅘ                          | ㅙ                          | ㅝ                          | ㅞ                          | ㅢ                          |
| ya                          | yeo                         | yo                          | yu                          | yae                         | ye                          | wa                          | wae                         | wo                          | we                          | ui                          |

- Дифтонг ㅢ передається як ui навіть коли він вимовляється як ㅣ.
- Нова латинізація не передбачає передачу подовжених голосних.

### Приголосні
| Приголосні | Приголосні | Приголосні | Приголосні | Приголосні | Приголосні | Приголосні | Приголосні | Приголосні | Приголосні | Приголосні | Приголосні | Приголосні | Приголосні | Приголосні | Приголосні | Приголосні | Приголосні | Приголосні |
| ---------- | ---------- | ---------- | ---------- | ---------- | ---------- | ---------- | ---------- | ---------- | ---------- | ---------- | ---------- | ---------- | ---------- | ---------- | ---------- | ---------- | ---------- | ---------- |
| ㄱ         | ㄲ         | ㅋ         | ㄷ         | ㄸ         | ㅌ         | ㅂ         | ㅃ         | ㅍ         | ㅈ         | ㅉ         | ㅊ         | ㅅ         | ㅆ         | ㅎ         | ㄴ         | ㅁ         | ㅇ         | ㄹ         |
| g/k        | kk         | k          | d/t        | tt         | t          | b/p        | pp         | p          | j          | jj         | ch         | s          | ss         | h          | n          | m          | ng         | r/l        |

- Приголосний ㄹ передається як l, якщо він стоїть на кінці складу або слова.

### На межі складів
|           | 2 склад → | ㅇ   | ㄱ  | ㄴ     | ㄷ  | ㄹ     | ㅁ  | ㅂ  | ㅅ  | ㅈ  | ㅊ   | ㅋ  | ㅌ  | ㅍ  | ㅎ        |
| 1 склад ↓ |           |      | g   | n      | d   | r      | m   | b   | s   | j   | ch   | k   | t   | p   | h         |
| ㄱ        | k         | g    | kg  | ngn    | kd  | ngn    | ngm | kb  | ks  | kj  | kch  | k-k | kt  | kp  | kh, k     |
| ㄴ        | n         | n    | n-g | nn     | nd  | ll, nn | nm  | nb  | ns  | nj  | nch  | nk  | nt  | np  | nh        |
| ㄷ        | t         | d, j | tg  | nn     | td  | nn     | nm  | tb  | ts  | tj  | tch  | tk  | t-t | tp  | th, t, ch |
| ㄹ        | l         | r    | lg  | ll, nn | ld  | ll     | lm  | lb  | ls  | lj  | lch  | lk  | lt  | lp  | lh        |
| ㅁ        | m         | m    | mg  | mn     | md  | mn     | mm  | mb  | ms  | mj  | mch  | mk  | mt  | mp  | mh        |
| ㅂ        | p         | b    | pg  | mn     | pd  | mn     | mm  | pb  | ps  | pj  | pch  | pk  | pt  | p-p | ph, p     |
| ㅇ        | ng        | ng-  | ngg | ngn    | ngd | ngn    | ngm | ngb | ngs | ngj | ngch | ngk | ngt | ngp | ngh       |